# Xã Upper, Quận Sebastian, Arkansas
Xã Upper (tiếng Anh: Upper Township) là một xã thuộc quận Sebastian, tiểu bang Arkansas, Hoa Kỳ. Năm 2010, dân số của xã này là 76.938 người.